# Triton de Blasius
Pour les articles homonymes, voir Blasius.
Le Triton de Blasius (Triturus x blasii ou Triturus cristatus x Triturus marmoratus) est un urodèle qui résulte de l'hybridation entre le triton crêté et triton marbré.
Uniquement présent en France métropolitaine, sa rareté s'explique par les préférences écologiques différentes de ses espèces parentales (faible degré de syntopie) et par un facteur reproductif particulier (voir infra).

## Description
Le Triton de Blasius présente une morphologie assez intermédiaire entre celles des espèces parentales. À l'âge adulte, c'est un triton de grande taille, mesurant entre 130 et 180 mm. La face supérieure du corps est noir verdâtre. La face inférieure est plus ou moins jaunâtre, tachée de noirâtre, avec une fine ponctuation blanchâtre. 
Ses couleurs sont plus ternes, et ses dessins plus flous que les deux espèces dont il est issu.
La crête du mâle est bien dressée, plus grande que celle du Triton marbré, mais plus courte et plus rigide que celle du Triton à crête. Elle est souvent bien dentelée.

## Systématique
Le Triton de Blasius fut découvert par Arthur de l'Isle du Dréneuf, près de Nantes en 1858. De l'Isle ne l'identifie pas comme un hybride. Il le décrit comme une espèce proche du Triton marbré. Ainsi, pendant quelques années, l'hybride issu du croisement entre un Triton marbré mâle et un Triton crêté femelle fut baptisé Triton de Trouessart et le croisement inverse Triton de Blasius.
En 1894, Raymond Rollinat et R. Parâtre observent les mœurs de Triturus x blasii et avancent l'hypothèse qu'il est en fait le produit d'un croisement entre le Triton crêté et le Triton marbré.
C'est en 1903 que Willy Wolterstorff démontre la validité de cette hypothèse par croisement expérimental.

## Comportement

### Reproduction
Henry des Abbayes a retrouvé et étudié le Triton de Blasius dans la région rennaise en 1932. Selon lui, pour que l'hybridation ait lieu, il faut non seulement que le Triton crêté et le Triton marbré cohabitent mais également qu'une des espèces soit minoritaire. Car à choisir, un mâle préfère une femelle de sa propre espèce (hypothèse non vérifiée).
Les mâles sont stériles (malgré l'apparition d'une crête au printemps). Partiellement fertiles, les femelles doivent se croiser avec l'une ou l'autre espèce parentale (dans la nature, les hybrides sont souvent stériles). Ces accouplements ont pour effet de diminuer les caractères hybrides de la descendance, avec tous les intermédiaires entre les deux espèces et un retour vers les types parentaux. Annie Zuiderwijk et Bouton (1987) ont montré ce phénomène et l'ont qualifié de reproductive selfdestruction.
Une femelle hybride pond environ 650 œufs par an, soit trois fois plus que chez le Triton crêté et près du double du Triton marbré. Le taux de survie des larves est très faible : les hybrides de seconde génération sont donc très peu nombreux. 
Le pic d’activité sexuelle se situe comme chez les autres grands tritons : lors des 3 premières heures des nuits de printemps.

## Répartition géographique
En 1959, L. Vallée étudie l'hybride dans le département de la Mayenne. Il montre que la Mayenne est un centre, sinon le centre d'hybridation le plus important de l'aire de répartition du Triton de Blasius. L. Vallée trouve ce triton dans 25 % des mares explorées. Sur un site de reproduction, l'hybride représente souvent en effectif 2 à 7 % (maximum 20 %) de tous les Tritons marbrés et crêtés présents, hybrides inclus.
Le Triton de Blasius est jugé assez rare à rare dans les départements suivants :
- le Maine et Loire ;
- la Mayenne.

L'hybride est jugé très rare voire exceptionnel dans les départements suivants :
- la Charente ;
- la Creuse ;
- les Deux-Sèvres ;
- l'Ille-et-Vilaine ;
- l'Indre ;
- l'Indre-et-Loire ;
- la Loire-Atlantique ;
- le Loiret ;
- le Loir-et-Cher ;
- la Manche ;
- l'Orne ;
- la Seine-et-Marne ;
- la Vendée ;
- la Vienne ;
- les Yvelines.

Sa présence est incertaine dans les départements suivants :
- l'Allier ;
- le Cher ;
- les Côtes d'Armor ;
- le Puy-de-Dôme.

## Statut de conservation
Le Triton de Blasius est protégé au niveau national. Il figure dans la liste des espèces (bien qu'il ne soit pas une espèce mais un hybride) visées par l'article 3 de l'arrêté du 19 novembre 2007. L'état des populations de Triton de Blasius est évidemment directement influencé par celui de ses espèces parentales.

## Publication originale
- de l'Isle, 1862 : Notice zoologique sur un nouveau batracien urodèle de France (Triton blasii). Annales des Sciences Naturelles, Zoologie et Biologie Animale, Paris, ser. 4, vol. 17, p. 364 (texte intégral).